# Higuera de los Vega
Higuera de los Vega är en ort i Mexiko.   Den ligger i kommunen Mocorito och delstaten Sinaloa, i den västra delen av landet, 1 100 km nordväst om huvudstaden Mexico City. Higuera de los Vega ligger 181 meter över havet och antalet invånare är 1 256.
Terrängen runt Higuera de los Vega är kuperad åt nordost, men åt sydväst är den platt. Runt Higuera de los Vega är det ganska glesbefolkat, med 26 invånare per kvadratkilometer. Närmaste större samhälle är Mocorito, 19,6 km söder om Higuera de los Vega. Trakten runt Higuera de los Vega består till största delen av jordbruksmark.